# Лахта (Бокситогорський район)
Лахта (рос. Лахта) — присілок Бокситогорського району Ленінградської області Росії. Входить до складу Радогощинського сільського поселення.
Населення — 2 особи (2012 рік). 